# Bisou
Bisou (französisch ‚Küsschen‘) war eine dreiköpfige deutsche Girlgroup, die von Rapper Bushido Anfang 2007 aus drei Teilnehmerinnen der fünften Staffel der Castingshow Popstars zusammengestellt wurde. Im Gegensatz zu der aus der Sendung hervorgegangenen Band Monrose setzen die Produzenten von Bisou auf deutschsprachige Texte, die unter anderem von Bushido und Philippe Heithier geschrieben wurden.

## Werdegang
Der Öffentlichkeit wurde die Gruppe im Rahmen der 41. Auflage von The Dome am 2. März 2007 offiziell vorgestellt, wo Bisou auch erstmals live vor Publikum auftraten.  Die erste Träne, die erste Singleauskopplung aus dem eine Woche später erschienenen Debütalbum Hier und Jetzt, wurde am 23. März 2007 über Bushidos Label ersguterjunge veröffentlicht. Mit Die Sonne geht auf erschien erst am 26. Oktober 2007 die zweite Single, welche sich aber nicht in den Charts platzieren konnte.
Die Bandmitglieder nahmen an Fernsehprojekten teil, so Michieva bei We Are Family, wo sie sich mit ihrem Freund verlobte, und die gesamte Band bei einem Rollentausch bei Sat.1.
2008 trennten sich Bisou. Anschließend waren die Gruppenmitglieder solo unterwegs, Neuwert veröffentlichte 2009 eine EP, Michieva nahm in ihrem Heimatland Aserbaidschan an der Vorentscheidung zum Eurovision Song Contest 2010 teil, schied jedoch im Halbfinale aus. Eliana besetzte 2011 den weiblichen Part der Popgruppe Destivo.

## Mitglieder
- Eliana D’Ippolito (* 12. April 1986 in Manduria, Italien)
- Elvira Michieva (* 6. Juli 1987 in Baku, Aserbaidschan)
- Kristina Neuwert (* 27. Februar 1988 in Moskau, Russland)

## Diskografie
Alben
- 2007: Hier und Jetzt

Singles
- 2007: Die erste Träne
- 2007: Die Sonne geht auf